# ویلم کوچرون
ویلم کوچرون (انگلیسی: Willem Coucheron; ۱ فوریهٔ ۱۶۰۵ – ۱۶۸۹) فرد نظامی اهل نروژ بود.